# Bethesda (Wales)
Bethesda is een plaats in het Welshe graafschap Gwynedd.

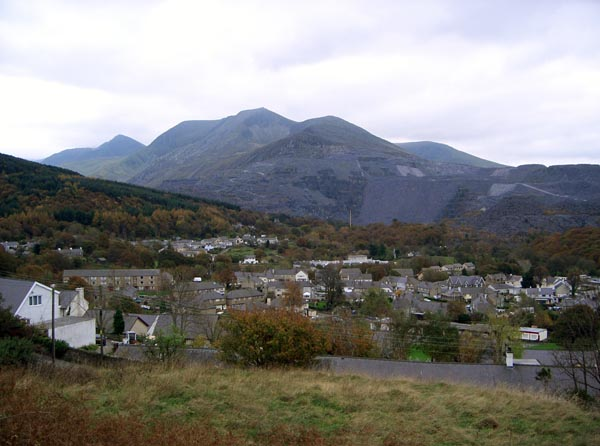
Panorama

Bethesda telt 4327 inwoners.